# Сёке, Юлиус
Ю́лиус Сёке (Сзоке) (словац. Július Szőke; венг. Gyula Szög; род. 1 августа 1995, Гнуштя, Банска-Бистрицкий край) — словацкий футболист, полузащитник братиславского «Слована».

## Карьера

### «Шпорт»
Воспитанник футбольной академии клуба «Искра» из города родного города Гнуштя. В 2010 году перебрался в структуру клуба «Шпорт». Перед началом нового сезона летом 2012 года футболист стал тренироваться с основной командой клуба. Дебютировал за клуб 20 июля 2012 года в матче против бардеёвского «Партизана», выйдя на замену на 89 минуте. С ноября 2012 года футболист стал чаще попадать в заявки на матчи основной команды. Дебютный гол за клуб забил 18 мая 2013 года в матче против ружинского клуба «Баник». По итогу дебютного сезона футболист вместе с клубом стал серебряным призёром Второй Лиги. Новый сезон футболист начал с матча 20 июля 2013 года против клуба «Погронье», выйдя на поле в стартовом составе. Первую половину сезона словацкий футболист провёл преимущественно как игрок замены, результативными действиями не отличившись. 

#### Аренда в «Ружомберок»
В начале 2015 года футболист на правах арендного соглашения до конца сезона присоединился к клубу «Ружомберок». Дебютировал за клуб, а также в словацкой Суперлиге, в матче 15 марта 2014 года против клуба ДАК 1904, выйдя на поле в стартовом составе. Закончил чемпионат на четвёртом итоговом месте и по окончании срока арендного соглашения покинул клуб.

#### Аренда в ВиОн
В июле 2014 года на правах арендного соглашения футболист присоединился к клубу ВиОн. Дебютировал за клуб 19 июля 2014 года в матче против своего бывшего клуба «Ружомберок», выйдя на замену на 62 минуте. Первую половину сезона футболист провёл как преимущественно как игрок замены, однако начиная с декабря 2014 года футболист смог закрепиться в основной команде клуба, став ключевым игроком и несколько раз выводя команду на поле с капитанской повязкой. По итогу сезона вместе с клубом остановился на десятом итоговом месте в чемпионате. По окончании срока арендного соглашения покинул клуб.
Летом 2015 года футболист стал готовиться к новому сезону со своим клубом «Шпорт», который уже принимал участие в рамках словацкой Суперлиги. Первый матч сыграл 1 августа 2015 года в матче против клуба «Земплин», выйдя на замену на 77 минуте. Затем продолжал оставаться на скамейке запасных, лишь с конца октября 2015 года закрепившись в основной команде клуба.

### «Шахтёр» Караганда
В марте 2016 года футболист перешёл в казахстанский «Шахтёр» из Караганды. Дебютировал за клуб 12 марта 2023 года в матче против «Астаны», выйдя на поле в стартовом составе. Футболист сразу же смог закрепиться в основной команде клуба, став одним из ключевых игроков. По итогу основной части чемпионата карагандинский клуб занял итоговое десятое место и отправился в раунд за сохранение прописки в сильнейшем дивизионе. Дебютный гол за клуб забил 18 сентября 2016 года в матче против клуба Жетысу. В итоге клуб смог закрепиться на девятой строчке в турнирной таблице и остаться в казахстанской премьер Лиге. Сам же футболист за этот период успел отличился 3 забитыми голами. 
Перед началом нового сезона с футболистом был продлён контракт до конца сезона. Первый матч сыграл 8 марта 2017 года против клуба «Тараз». Первым голом отличился 19 апреля 2017 года в матче Кубка Казахстана против костанайского «Тобола», также записав в свой актив и результативную передачу. Вместе с клубом дошёл до полуфинала Кубка Казахстана, где по сумме матчей проиграли «Атырау». Первым голом в рамках чемпионата отличился 15 июля 2017 года в матче против клуба «Окжетпес». Вместе с клубом закончил сезон на седьмом итоговом месте, также отличившись 3 забитыми голами и 2 результативными передачами во всех турнирах. В начале 2018 года футболист покинул казахстанский клуб.

### «Шахтёр» Солигорск

#### Сезон 2018
В январе 2018 года футболист на правах свободного агента перешёл в белорусский «Шахтёр». Контракт с футболистом был заключён на 2 года. Дебютировал за клуб 11 марта 2018 года в матче Кубка Беларуси против могилёвского «Днепра». В ответном матче 17 марта 2018 года могилёвский «Днепра» оказался сильнее и вышел в полуфинал. Дебютный матч в Высшей Лиге сыграл 31 марта 2018 года против брестского «Динамо». Дебютный гол за клуб забил 17 июня 2018 года в матче против минского «Луча». В июле 2018 года вместе с клубом отправился на квалификационные матчи Лиги Европы УЕФА. Первый матч в рамках еврокубкового турнира сыграл 12 июля 2018 года против валлийского клуба «Коннас-Ки Номадс». Во втором квалификационном раунде солигорский клуб встретился в польским «Лехом», однако по сумме матчей поляки оказались сильнее. По итогу своего дебютного сезона футболист вместе с клубом стал серебряным призёром чемпионата, записав в свой актив 2 забитых гола и результативную передачу.

#### Сезон 2019
Новый сезон футболист начал с четвертьфинального матча Кубка Беларуси 10 марта 2019 года против бобруйской «Белшины». Первый матч в чемпионате сыграл 30 марта 2019 года против минского «Торпедо». В рамках ответного полуфинального матча Кубка Беларуси 1 мая 2019 года против «Ислочи» отличился результативной передачей и вышел в финал турнира. Стал обладателем Кубка Беларуси, где в финале солигорский клуб одержал победу над «Витебском», однако сам футболист остался вне заявки на матч. В июле 2019 года отправился на квалификационные матчи Лиги Европы УЕФА. В рамках первого и второго квалификационных раундов солигорский клуб одержал победы над мальтийским клубом «Хибернианс» и датским «Эсбьергом» соответственно. В рамках третьего квалификационного раунда футболист встретился с итальянским «Торино», однако лишь в ответной встрече, но туринцы по сумме матчей прошли дальше в раунд плей-офф. Первым забитым голом за клуб футболист отличился 21 сентября 2019 года в матче против «Витебска». В октябре 2019 года футболист продлил контракт с солигорским клубом до конца 2021 года. Закончил сезон с бронзовыми медалями Высшей Лиги, также отличившись забитым голом и результативной передачей.

#### Сезон 2020
Следующий сезон начал с поражения за Суперкубок Беларуси, где брестское «Динамо» оказалось сильнее, в то время как сам футболист остался на скамейке запасных. Первый свой матч сыграл 9 марта 2020 года в четвертьфинальном матче Кубка Беларуси против жодинского «Торпедо-БелАЗ». В чемпионате первый матч сыграл 19 марта 2020 года также против жодинского «Торпедо-БелАЗ». В полуфинальным матчах Кубка Беларуси футболист вместе с солигорским клубом вылетел от брестского «Динамо». Первыми результативными действиями в сезоне отличился 26 июля 2020 года в матче против «Смолевичей», забив гол и отдав голевую передачу. В августе 2020 года футболист вместе с клубом отправился на квалификационный матч Лиги Европы УЕФА, где уступили в серии пенальти молдавскому клубу «Сфынтул Георге». По окончании сезона футболист вместе с клубом стал победителем Высшей Лиги. Сам футболист успел отличиться 3 забитыми голами и 3 результативными передачами во всех турнирах.

#### Сезон 2021
Открыл новый сезон с победы за Суперкубок Беларуси, где в этот раз в серии пенальти был побеждён борисовский БАТЭ. В своём первом матче в рамках чемпионата 3 апреля 2021 года против «Ислочи» отличился первым в сезоне забитым голом. В следующем кубковом матче 7 апреля 2021 года против гродненского «Немана» вывел команду на поле с капитанской повязкой. В начале июля 2021 года вместе с клубом впервые отправился на квалификации Лиги чемпионов УЕФА, где по сумме матчей проиграли болгарскому «Лудогорцу». Затем уже в конце июля 2021 года вылетев в квалификации Лиги конференций УЕФА уступили люксембургскому клубу «Фола». По окончании сезона футболист сообщил, что покидает солигорский «Шахтёр», вместе с которым стал также победителем Высшей Лиги. За свою карьеру в белорусском клубе футболист провёл 132 матча во всех турнирах, забив 7 голов и отдав 8 результативных передач.

### «Ирони» Кирьят-Шмона
В ноябре 2021 года перешёл в израильский клуб «Ирони» Кирьят-Шмона, к которому присоединился в январе 2022 года. Дебютировал за клуб 8 ноября 2022 года в матче против клуба «Хапоэль» Ноф-ха-Галиль, также отличившись своей дебютной результативной передаче, благодаря которой был открыт счёт в матче. Вместе с клубом отправился выступать в раунд на выбывание, по итогу которого вместе с клубом смог сохранить прописку в израильском чемпионате.

### «Арис» Лимасол
В июне 2022 года футболист перешёл в кипрский «Арис» из города Лимасол. Сумма трансфера составила порядка 200 тысяч евро. Дебютировал за клуб 21 июля 2022 года в квалификационном матче Лиги конференций УЕФА против азербайджанского клуба «Нефтчи». В ответном матче «Нефтчи» смог отыграться и выйти в следующий раунд квалификаций. Дебютный матч в кипрском чемпионате сыграл 28 августа 2022 года против клуба АЕЛ. Футболист сразу же стал ключевым опорным полузащитником в основной команде лимассольского клуба. Дебютный гол за клуб забил 24 февраля 2023 года в матче против «Пафоса». Выйдя в чемпионский раунд футболист с клубом по итогу сезона досрочно стал победителем кипрского чемпионата, чего клуб добился впервые в своей истории.
Новый сезон футболист начал с победы за Суперкубок Кипра, где 21 июля 2023 года победили никосийскую «Омонию». В июле 2023 года футболист вместе с клубом отправился на квалификационные матчи Лиги чемпионов УЕФА. Первый матч в рамках еврокубкового турнира сыграл 26 июля 2023 года против белорусского клуба БАТЭ. В конце июля 2023 года футболист продлил контракт с кипрским клубом до конца июня 2026 года. В рамках третьего квалификационного раунда футболист вместе с клубом по сумме матчей уступил польскому «Ракуву» и вылетел в раунд плей-офф Лига Европы УЕФА. Первый матч в чемпионате сыграл 21 августа 2023 года против клуба АЕК. Вместе с клубом вышел в групповой этап Лиги Европы УЕФА, победив в квалификационном раунде плей-офф словацкий «Слован», в ответном матче отличившись забитым голом. Первый матч в рамках группового этапа Лиги Европы УЕФА сыграл 21 сентября 2023 года против чешской «Спарты». По итогу группового этапа Лиги Европы УЕФА футболист вместе с клубом занял итоговое последнее место и завершил своё выступление на еврокубковом турнире.

## Достижения
«Шахтёр» Солигорск
- Обладатель Кубка Беларуси: 2018/19
- Чемпион Беларуси: 2020, 2021
- Обладатель Суперкубка Беларуси: 2021

«Арис» Лимасол
- Чемпион Кипра: 2022/23
- Обладатель Суперкубка Кипра: 2023